# Hagen Stoll

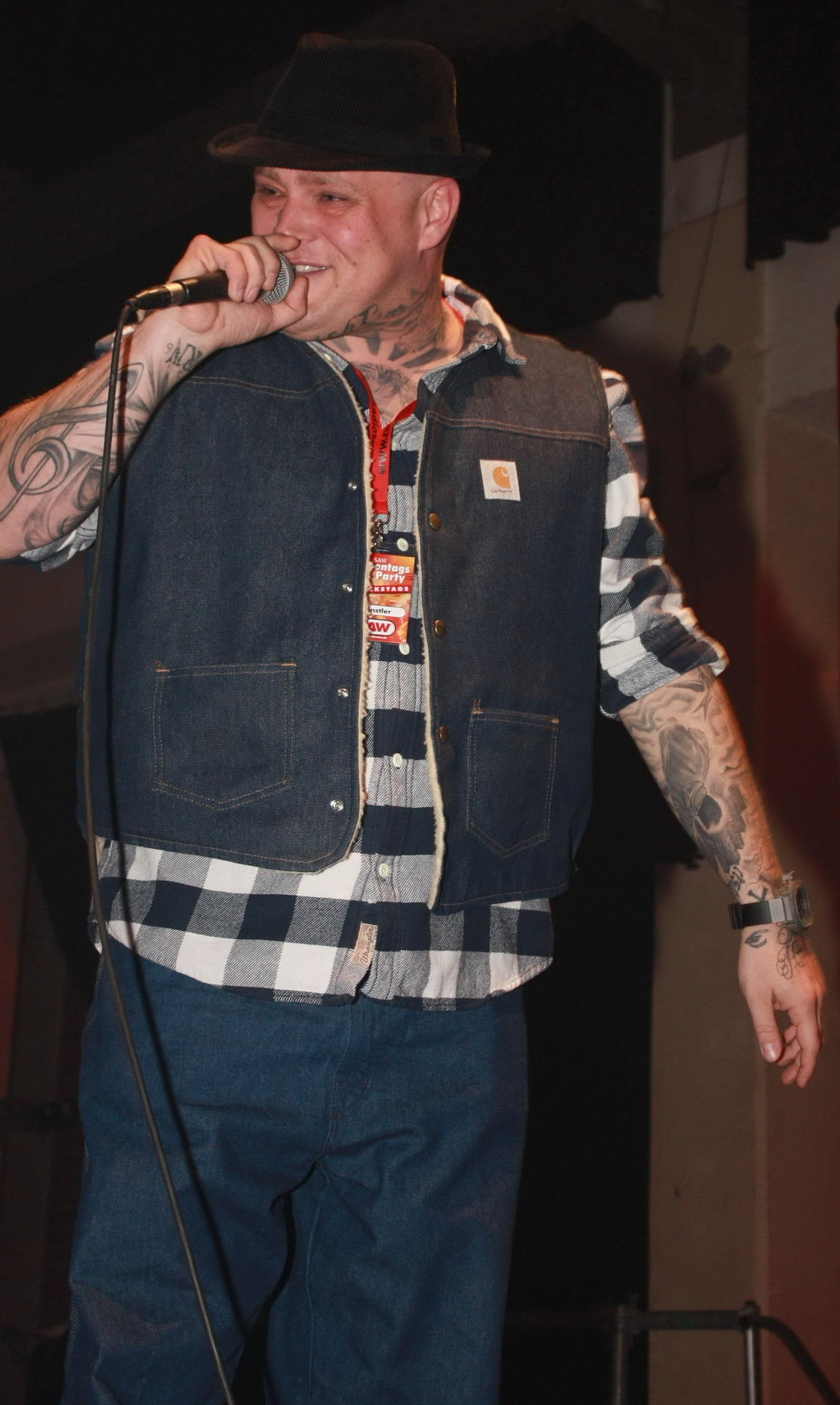
Hagen Stoll 2012 in Magdeburg

Hagen Stoll (* 29. Januar 1975 in Ost-Berlin), auch bekannt als Joe Rilla, ist ein deutscher Musiker und Produzent aus Berlin-Marzahn.

## Musikalischer Werdegang

### Joe Rilla
Stoll begann Ende der 1980er Jahre mit dem Sprühen von Graffiti und wurde später Mitglied von CAF, einer Graffiti-Crew aus Berlin. 1994 lernte Stoll DJ Danetic kennen und begann als Folge von dieser Begegnung eigene Raptexte zu verfassen und schrieb die Texte dabei zunächst in englischer Sprache. Er legte sich den Künstlernamen Joe Rilla zu.
Im Jahre 1997 gründete Joe Rilla zusammen mit den Hip-Hop-Musikern Dave Q und MC Poise die Formation Da Mash. Die Gruppe veröffentlichte zusammen mit der PDM Posse ein Album, welches unter dem Titel Plus & Minus erschien. Wobei die Vinylplatte auf der A-Seite der PDM Posse und auf der B Seite Da Mash zugeteilt ist. Joe Rilla tourte in dieser Zeit mit der Sängerin Joy Denalane und dem Rapper MC Poise als Family Affair quer durch Europa.
Rillas Debütalbum Zeitgeist erschien 1998. Es folgte 1999 die Bildung der Hip-Hop-Formation Analphabeten, welche ein Zusammenschluss aus den Hip-Hop-Musikern DJ Danetic, SMC, Joe Rilla und DJ N.Y.C.O. war. Sie veröffentlichten die EP Waz Louz über das Label Raid Records und die Alben … Punkt! und 1Deutige 2Deutigkeiten über das Label Upgrade Records.
2001 gingen die Analphabeten mit Pyranja und Azad auf Tour. Joe Rilla bekam aufgrund positiver Resonanzen von dem Label 3p, welches 2001 noch das Heimatlabel von Azad war, das Angebot das Debütalbum des Rappers abzumischen. Aufgrund terminlicher Verpflichtungen konnte Joe Rilla jedoch nicht an dem Album Leben mitarbeiten.
Rilla gründete 2001 die Firma Alphabeatz Musikproduktion. Diese betreibt der Ostberliner mit Andreas Petsch. Alphabeatz arbeitete im Folgenden unter anderem mit Curse, Harris, Pyranja und Aggro Berlin zusammen.
Weiterhin startete  Joe Rilla das Label Ostblokk Plattenbau im Jahre 2003. Alphabeatz produzierte zusammen mit Dra-Q die Single Ich liebe es, welche als Werbeslogan von McDonald’s große Bekanntheit erreichen konnte. Außerdem ging der Berliner mit den Rappern des Independent-Labels Aggro Berlin auf Aggro Ansage Nr. 4-Tour.
Nach der Veröffentlichung des Mixtapes Gunz nach oben, veröffentlichte Rilla 2005 das Album Aus der Platte auf die Platte, welche er zu einem Großteil selbst produzierte. Als Features auf dem Album treten unter anderem die Rapper Tony D, B-Tight, Alpa Gun, Snaga & Pillath, Fler und Sido auf.
In den Jahren 2006 und 2007 trat Rilla vor allem als Produzent von Beats in Erscheinung. So hat er unter anderem Produktionen für die Tonträger Eine Frage der Ehre und Aus Liebe zum Spiel von Snaga & Pillath, Geladen und entsichert von Alpa Gun und Neger Neger von B-Tight beigesteuert. Außerdem ist der Hip-Hop-Musiker mit Remixen auf zahlreichen Singles der Rapper des Labels Aggro Berlin vertreten. Dazu zählen unter anderem Wahlkampf, Papa ist zurück, Straßenjunge und Ich bins.
Am 30. November 2007 erschien Joe Rillas Album Auferstanden aus Ruinen. Dieses wurde über das Label Aggro Berlin veröffentlicht. Rilla rückt darauf seine ostdeutsche Herkunft in den thematischen Mittelpunkt. Die Produktionen für das Album übernahmen, neben Joe Rilla selbst, die Hip-Hop-Musiker DJ Desue, Goofiesmackerz, Shuko und DJ Shusta. Außerdem haben Fler und Shizoe auf Auferstanden aus Ruinen Gastbeiträge Auferstanden aus Ruinen konnte 10.000 Mal verkauft werden.
Im August 2008 erschien das Album Deutsch-Rap-Hooligan. Es wurde nicht über Aggro Berlin veröffentlicht, sondern über seine eigene Online-Plattform releaseyourself.net. Rillas Vergangenheit als Hooligan ist ein wesentliches Thema auf diesem Album. Auch das 2009 veröffentlichte Album Loyalität war nur über seine Homepage erhältlich. Auf dem Album waren Stücke, die bei vorherigen Alben nicht in die letzte Auswahl kamen und neue Produktionen.

### Haudegen
Im Jahre 2010 erklärte der jetzt wieder unter seinem bürgerlichen Namen auftretende Hagen Stoll, keine Musik der Stilrichtung Hip-Hop/Rap mehr aufzunehmen und sich in Zukunft auf Rockmusik zu konzentrieren. Er gründete daraufhin mit seinem Jugendfreund Sven Gillert, dessen Rapper-Pseudonym Tyron Berlin ist, die Gruppe Haudegen. Stoll selbst beschreibt den dabei vorgenommenen Stilwechsel, die Abkehr vom harten Rap und die Hinwendung zum emotionaleren Rock, als logische Konsequenz einer musikalischen Weiterentwicklung und als Änderung seiner musikalischen Botschaft, die nun als Hoffnungsmusik seine Hörer in bester Liedermacher-Tradition motivieren soll. Das Debütalbum Schlicht & Ergreifend landete auf Anhieb auf Platz 9 der deutschen Charts, der Nachfolger En Garde sogar auf Platz 5. Als erstes Video wurde am 22. Oktober 2010 das Stück Wir gegen den Rest veröffentlicht. Das mittlerweile sechste Studioalbum wurde für August 2020 angekündigt.

### Rilla
Seinen vorerst letzten Rap-Track Dope für die Boxen schrieb Joe Rilla im Jahr 2011 mit der 187 Strassenbande. Im Dezember 2019 veröffentlichte er allerdings unter dem Namen Rilla ein neues Rap-Album namens Platte, dessen Promo-Phase er im Juli 2019 mit dem YouTube-Video Sag ihnen Rilla ist zurück einleitete. Die elf Tracks sind alle einheitlich benannt und stellen eine Anspielung auf die häufig anzutreffende Geschosszahl von ostdeutschen Plattenbauten dar: Erstes Geschoss bis Elftes Geschoss.  Im September 2020 veröffentlichte Rilla im eigenen Label Plattenbau Ost die Alben Aaahhhuuu und Kronik. Als Feature-Gast auf Kronik ist der Berliner Rapper NNOC vertreten.

### Hagen Stoll
Auf der Internetseite der Plattenfirma Unikat Musik wurde für Oktober 2020 ein Album von Hagen Stoll angekündigt. Nach der Auflösung von Unikat Musik gründete Stoll das Label Plattenbau Ost. So wurden in diesem Label nicht nur das Rilla Album Kronik oder das Hagen Stoll Album Emamc2 veröffentlicht. Ferner unterstützt Hagen Stoll mit diesem Label auch Nachwuchskünstler.

## Privates
Hagen Stoll stammt aus dem im Ostteil Berlins gelegenen Marzahn, wohnt jedoch mittlerweile außerhalb Berlins. Seine ostdeutsche Herkunft wird auf vielen seiner Musikstücke thematisiert. Stoll ist bereits mit sechs Jahren in einen Leistungssportverein eingetreten und wurde als 15-Jähriger DDR-Meister im Tischtennis in seiner Altersklasse. Später absolvierte er eine Ausbildung zum Stuckateur. Stoll war in seiner Jugend in die Hooliganszene des BFC Dynamo verwickelt. Der Musiker hat zwei Kinder.
Seine Autobiografie So fühlt sich Leben an brachte Stoll Anfang 2013 heraus.

## Diskografie

### Joe Rilla
Studioalben
- 1997: Plus & Minus (Da Mash)
- 1998: Zeitgeist
- 2001: … Punkt! (Analphabeten)

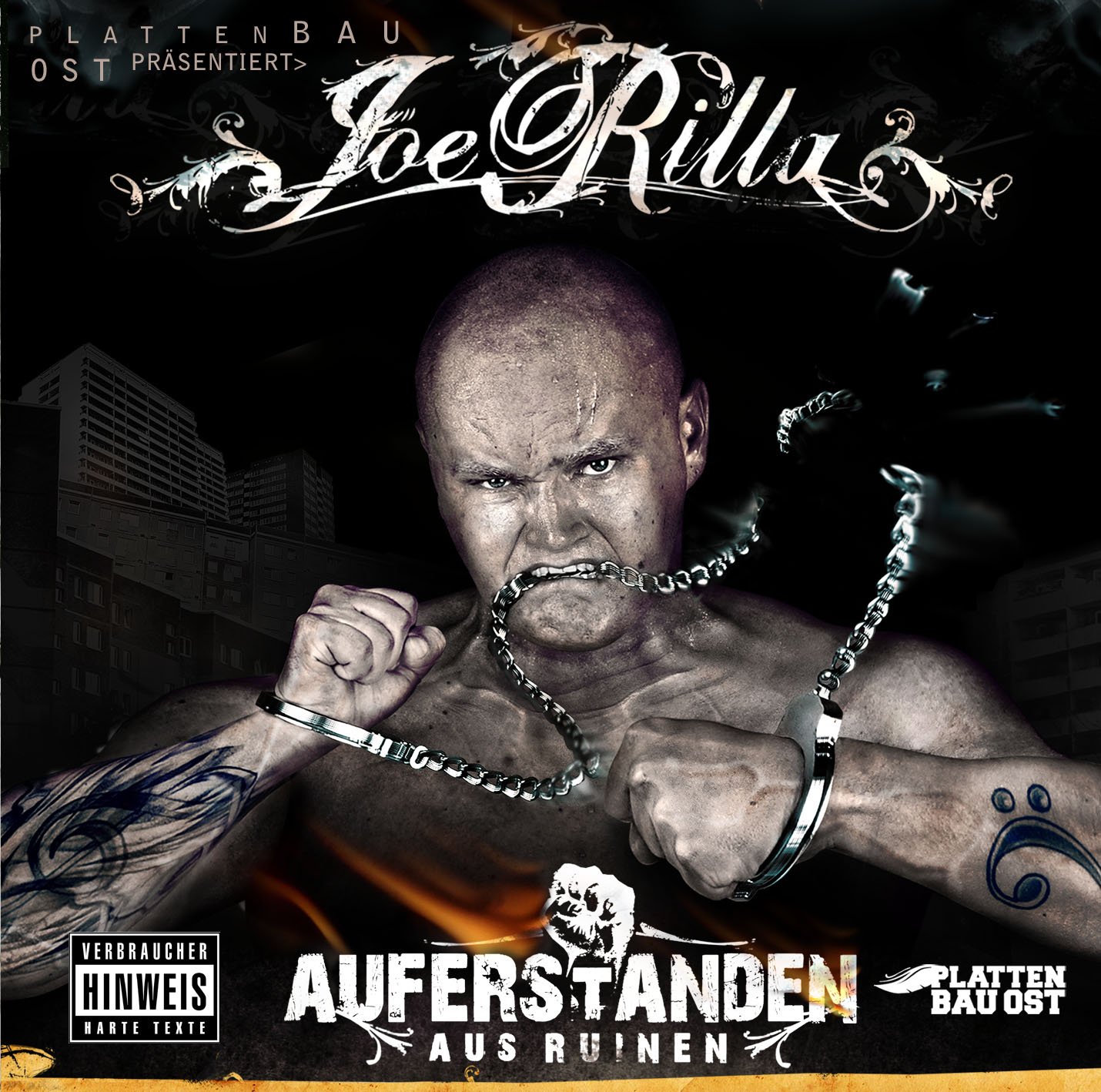
Cover des Albums Auferstanden aus Ruinen

- 2001: 1Deutige 2Deutigkeiten (Analphabeten)
- 2004: Bereit Zu Sterben
- 2004: Einmal Um Blokk (Ostblokk)
- 2005: Gunz Nach Oben
- 2005: Aus Der Platte Auf Die Platte
- 2007: Auferstanden aus Ruinen (Plattenbau Ost)
- 2008: Deutsch-Rap-Hooligan
- 2019: Platte (recordJet)
- 2020: Kronik (Plattenbau Ost)
- 2021: Brillant (Plattenbau Ost)
- 2021: Guerilla (Plattenbau Ost)
- 2023: Thron aus Zement (Plattenbau Ost)
- 2023: Lost Tapes Vol.1 (Plattenbau Ost)
- 2024: Gegenpol (mit Inkognito) (Plattenbau Ost)

Singles und EPs
- 1999: 220 Km/H
- 1999: Waz Louz (Analphabeten)
- 2001: All Meine Headz (Analphabeten)
- 2001: Alpha Cypha / Im Kreis (Analphabeten)
- 2005: Samba (Ostblokk)
- 2020: Aaahhhuuu (recordJet)

Sonstige
- 2005: Kauf dir meins (Juice Exclusive! auf Juice-CD #57)
- 2007: 14 Millionen (Juice Exclusive! auf Juice-CD #75)
- 2008: Ansage Ost (mit Morlockk Dilemma, Dissziplin, Six Eastwood, Abroo, Zoit, Hammer & Zirkel, Damion Davis und Dra-Q) (Juice Exclusive! auf Juice-CD #90)
- 2010: Ich will mit Metrickz & Richter

Produktionen
- 2005: Diverse auf Nach eigenen Regeln (Single) von Fler
- 2005: Wahlkampf (Joe Rilla Remix) & Aggro Berlin Zeit (Joe Rilla Remix) auf Wahlkampf (Single) von Sido & G-Hot
- 2005: TWOH auf Heisse Ware von B-Tight & Tony D
- 2006: Papa ist zurück (Remix) von Fler
- 2006: Strassenjunge (Remix) auf Strassenjunge (Single) von Sido
- 2006: TWOH auf Aggro Ansage Nr. 4X von Aggro Berlin
- 2006: Dein letzter Cent auf Das Beste von MOK
- 2007: Ich bins (Joe Rilla Remix) auf Ich bins (Single) von B-Tight
- 2007: So gut und Das Geständnis auf Neger Neger von B-Tight
- 2007: Ostwest auf Eine Hand wäscht die andere von Sido
- 2007: Diese Zeilen auf Geladen und entsichert von Alpa Gun
- 2007: Das Spiel ist aus auf Ausländer (Single) von Alpa Gun
- 2007: SP auf Aus Liebe zum Spiel von Snaga & Pillath
- 2008: Kanacks & Hools auf Ich und meine Maske von Sido (zusammen mit DJ Desue)
- 2009: Aus der Platte auf die Platte Album / Plattenbau Ost
- 2010: Auferstanden aus Ruinen Aggro Berlin / Album
- 2011: DeutschRapHooligan Ostblokk Plattenbau / Plattenbau Ost

### Hagen Stoll
- 2014: Talismann (Warner Music Group)
- 2020: Em Am C 2 (Plattenbau Ost)
- 2020: Schall und Staub (Plattenbau Ost)
- 2021: Wo seid ihr (Plattenbau Ost)
- 2022: Plus Minus Null (Plattenbau Ost)
- 2023: Schall Und Staub (Akustik) (Plattenbau Ost)
- 2024: Rkustik (Plattenbau Ost)

## Schriften
- Hagen Stoll: So fühlt sich Leben an – Die Geschichte des Sängers von Haudegen. Heyne Verlag, München 2013, ISBN 978-3-453-64056-6 (mit Leo G. Linder).